# Jakob Ammann
Jakob Ammann (12. února 1644, Erlenbach, Simmental – před rokem 1730 nejspíš u Zellwilleru, Alsasko) byl švýcarský mennonitský kazatel a pravděpodobně krejčí.

## Život
V roce 1655 se s rodiči přestěhoval do Oberhofenu na Thunském jezeře, a kolem roku 1680 vstoupil k novokřtěncům. Později se stal staršinou v místní náboženské komunitě. Brzy po roce 1680 musel odejít do Alsaska a v období 1693 až 1695 žil v Heidolsheimu, od roku 1695 do 1712 u Markirchu (Sainte-Marie-aux-Mines) a poté pravděpodobně do své smrti v Zellwilleru.
V létě roku 1693 procestoval řadu novokřtěnských obcí v Emmentalu. Od něj odvozují amišové takzvané Amišské mennonity či samotný název amišové.